# Голономия
Голоно́ми́я — один из инвариантов связности в расслоении над гладким многообразием, сочетающий свойства кривизны и монодромии, и имеющий важное значение как в геометрии, так и геометризированных областях естествознания, таких как теория относительности и теория струн. Обыкновенно речь идёт о голономии связностей в векторном расслоении, хотя в равной степени имеет смысл говорить о голономии связности в главном расслоении или даже голономии связности Эресманна в локально тривиальном топологическом расслоении.
Напомним, что связность в векторном расслоении {\displaystyle E\to X} есть оператор, сопоставляющий каждому пути {\displaystyle \gamma \colon [0;1]\to X} преобразование параллельного переноса {\displaystyle p_{\gamma }\colon E_{\gamma (0)}\to E_{\gamma (1)}}. Однако, в отличие от ситуации, часто встречающейся в топологии, преобразование параллельного переноса меняется, если менять сам путь, даже если его концы при этом неизменны (не зависит от небольших изменений пути оно только в весьма частном, хотя и очень важном, случае плоских связностей). Голономия есть мера того, насколько параллельный перенос может зависеть от малых шевелений пути. Именно, составной путь, пройденный из {\displaystyle \gamma (0)} в {\displaystyle \gamma (1)} вдоль {\displaystyle \gamma }, а затем обратно вдоль его вариации {\displaystyle \gamma '}, можно воспринимать как замкнутый путь из точки {\displaystyle \gamma (0)=x} в себя. Множество всех преобразований слоя {\displaystyle E_{x}}, получаемых переносами вдоль замкнутых путей, начинающихся и кончающихся в {\displaystyle x}, образует группу, которая называется группой голономии в точке {\displaystyle x} и обозначается {\displaystyle \operatorname {Hol} _{x}(\nabla )}. Если рассматривать лишь параллельные переносы вдоль тех путей, которые стягиваемы в точку, получится её нормальная подгруппа, называемая группой локальной, или же ограниченной голономии, обозначаемая {\displaystyle \operatorname {Hol} _{x}^{0}(\nabla )}. Группы голономии в разных точках можно отождествить, соединив эти точки путём, однако это отождествление будет, вообще говоря, зависеть от выбора пути. Впрочем все эти группы изоморфны, что позволяет говорить просто о группе голономии {\displaystyle \operatorname {Hol} (\nabla )} и группе локальной голономии {\displaystyle \operatorname {Hol} ^{0}(\nabla )} безотносительно выбора точки. Группа голономии в точке {\displaystyle x} имеет по своей конструкции естественное представление в пространстве {\displaystyle E_{x}}, называемое представлением голономии.
Для плоской связности группа локальной голономии, по определению, тривиальна, а группа голономии есть группа монодромии этой плоской связности. В общем случае монодромия неплоской связности определяется через голономию, как факторгруппа {\displaystyle \operatorname {Hol} (\nabla )/\operatorname {Hol} ^{0}(\nabla )}.

## Простейший пример: сумма углов сферического треугольника

Параллельный перенос вдоль сторон сферического треугольника

Рассмотрим случай касательных векторов к двумерной сфере. Связность (Леви-Чивиты) в данном случае можно определить элементарно. Именно, всякий кусочно-гладкий путь можно сколь угодно хорошо приблизить ломаной, звенья которой — геодезические (то есть малые дуги больших кругов). Определим параллельный перенос {\displaystyle p_{\gamma }\colon T_{\gamma (0)}S^{2}\to T_{\gamma (1)}S^{2}} вдоль геодезической {\displaystyle \gamma \colon [0;1]\to S^{2}} тем условием, что касательный вектор {\displaystyle {\frac {\partial \gamma }{\partial t}}(0)\in T_{\gamma (0)}S^{2}} перейдёт в вектор {\displaystyle {\frac {\partial \gamma }{\partial t}}(1)\in T_{\gamma (1)}S^{2}}, а углы и ориентация в касательной плоскости сохранятся.
На рисунке показан процесс перенесения касательного вектора вдоль геодезической из точки {\displaystyle A} в точку {\displaystyle N}, из точки {\displaystyle N} в точку {\displaystyle B}, и из точки {\displaystyle B} обратно в точку {\displaystyle A}. Заметим, что при переносе вдоль стороны угол, образуемый переносимым вектором с касательным вектором к этой стороне, не меняется, а в вершине к нему прибавляется величина внешнего угла {\displaystyle \pi -\alpha _{i}} в этой вершине. Таким образом, суммарно накапливается угол на {\displaystyle 3\pi -(\alpha +\beta +\gamma )=2\pi -\delta }, где {\displaystyle \delta } обозначает сферический дефект (отклонение суммы углов сферического треугольника от {\displaystyle \pi }), и, поскольку касательный вектор к границе также прокручивается на {\displaystyle 2\pi }, набегающее отклонение обнесённого касательного вектора от своего изначального касательного вектора составляет {\displaystyle \delta }. Как известно, сферический дефект пропорционален площади треугольника, так что группа голономии в данном случае будет просто группой поворотов на всевозможные углы.
Этот эффект можно наблюдать в реальной жизни, например, при отклонении от своего положения гироскопов после прохождения пути, заключающего в себе достаточно большую площадь земной поверхности. Другие более-менее классические манифестации явления голономии — фаза Берри и эффект Ааронова — Бома.

## Голономия и кривизна
В случае большей размерности, конечно, преобразование голонимии вдоль пути не может быть описана одним числом, ибо ортогональные повороты {\displaystyle n}-мерного пространства требуют {\displaystyle n(n-1)/2} коэффициентов для однозначного своего задания. Однако они всё равно образуют группу. В случае связности Леви-Чивиты (или вообще метрической связности) на ориентируемом многообразии это будет подгруппа {\displaystyle G=\mathrm {SO} (n)}, обыкновенно вся она. Она называется группой римановой голономии.
Если путь {\displaystyle \gamma } стягивать в точку {\displaystyle x}, то преобразование голономии {\displaystyle p_{\gamma }} устремится к тождественному преобразованию {\displaystyle \mathrm {Id} _{E_{x}}}. Если же устремить {\displaystyle \gamma } к бесконечно малому параллелограмму со сторонами {\displaystyle u,v\in T_{x}}, то преобразование голономии устремится к преобразованию {\displaystyle \mathrm {Id} _{E_{x}}+\varepsilon \Theta _{u,v}}, бесконечно близкому к тождественному. Но по определению если {\displaystyle \mathrm {Id} _{E_{x}}+\varepsilon \Theta _{u,v}\in G}, где {\displaystyle \varepsilon } пренебрежимо мало (или, говоря формально, над нильпотентным кольцом {\displaystyle \mathbb {R} [\varepsilon ]/(\varepsilon ^{2})}), то {\displaystyle \Theta _{u,v}\in {\mathfrak {g}}}, где {\displaystyle {\mathfrak {g}}} — алгебра Ли группы {\displaystyle G}. В данном случае эта алгебра называется алгеброй голономии и обозначается {\displaystyle {\mathfrak {hol}}(\nabla )}. С другой стороны, оператор «параллельного обнесения вокруг бесконечно малого параллелограмма» {\displaystyle \Theta _{u,v}}, показывающий, насколько не коммутируют операторы параллельного переноса вдоль двух векторов, есть просто кривизна.
Теорема (Амброз, Зингер): Алгебра голономии порождена значениями тензора кривизны на всевозможных парах касательных векторов.

## Принцип голономии
Если имеется векторное расслоение {\displaystyle E\to X} со связностью {\displaystyle \nabla }, и некий тензор {\displaystyle \eta _{x}\in E_{x}^{\otimes k}\otimes (E_{x}^{*})^{\otimes l}}, определённый в точке {\displaystyle x}, то можно пытаться распространить его во все остальные точки многообразия параллельным переносом при помощи связности {\displaystyle \nabla } из {\displaystyle x}. Получившееся тензорное поле будет автоматически параллельным относительно связности {\displaystyle \nabla }. Однако, чтобы эта операция была корректной, она должна не зависеть от выбора пути; иначе говоря, какой бы замкнутый путь из {\displaystyle x} в себя мы ни взяли, параллельный перенос вдоль него должен возвращать {\displaystyle \eta _{x}} в себя. Это значит, что {\displaystyle \eta _{x}} есть инвариантный вектор в тензорном представлении группы голономии.
Принцип голономии: параллельные относительно связности {\displaystyle \nabla } тензорные поля взаимно-однозначно соответствуют инвариантам в тензорной степени представления голономии {\displaystyle \nabla }
Например, рассмотрим подгруппу унитарных матриц {\displaystyle \mathrm {U} (n)\subset \mathrm {SO} (2n)}. Эта группа имеет инвариантный тензор в {\displaystyle \mathbb {R} ^{2n}\otimes (\mathbb {R} ^{2n})^{*}}, а именно оператор умножения на {\displaystyle {\sqrt {-1}}} в {\displaystyle \mathbb {C} ^{n}\simeq \mathbb {R} ^{2n}} (на {\displaystyle \mathbb {R} ^{2n}} это поворот на 90°). Стало быть, если у {\displaystyle 2n}-мерного риманова многообразия группа римановой голономии содержится в {\displaystyle \mathrm {U} (n)}, оно допускает поле поворотов на 90° (то есть эндоморфизм {\displaystyle I} касательного расслоения со свойством {\displaystyle I^{2}=-\mathrm {Id} _{TX}}), которое может быть воспринято как почти комплексная структура. При этом, поскольку связность Леви-Чивиты без кручения, из теоремы Ньюлендера — Ниренберга следует, что эта структура является интегрируемой, то есть допускает локальные голоморфные карты в {\displaystyle \mathbb {C} ^{n}}. Аналогично, представление {\displaystyle \Lambda ^{2}(\mathbb {R} ^{2n})^{*}} группы {\displaystyle \mathrm {U} (n)\subset \mathrm {SO} (2n)} имеет неподвижный вектор, кососимметрическую часть эрмитова скалярного произведения. Тем самым, на {\displaystyle n}-мерном римановом многообразии с голономией, содержащейся в {\displaystyle \mathrm {U} (n)}, имеется параллельная относительно связности Леви-Чивиты нигде не вырожденная 2-форма {\displaystyle \omega } (которая может быть выражена через метрику {\displaystyle g} и вышеописанный оператор {\displaystyle I} стандартной для эрмитовых пространств формулой {\displaystyle \omega (x,y)=g(x,Iy)}. Дифференциальные формы, параллельные относительно связности без кручения, замкнуты, так что {\displaystyle d\omega =0}, и такое многообразие является симплектическим. Многообразия с согласованными тремя структурами — римановой метрикой, симплектической формой, и комплексной структурой, называются кэлеровыми; самый короткий способ определить кэлерово многообразие — сказать, что это риманово {\displaystyle 2n}-мерное многообразие, группа римановой голономии которого содержится в {\displaystyle \mathrm {U} (n)}. Все геометрические структуры получаются отсюда при помощи принципа голономии.
Принцип голономии имеет и другое важное применение. Именно, допустим, что представление римановой голономии приводимо. Тогда можно разнести соответствующее расщепление касательного пространства {\displaystyle T_{x}=T'_{x}\oplus T''_{x}} во все остальные точки. Получатся два подрасслоения {\displaystyle T',T''\subset T}, взаимно перпендикулярные друг другу. Более того, поскольку эти подрасслоения сохраняются связностью без кручения, они допускают интегральные листы, то есть локально многообразие раскладывается в ортогональное прямое произведение. Два взаимно перпендикулярных всюду плотных слоения на торе дают понять, что глобально такого разложения, вообще говоря, нет; однако имеет место следующая
Теорема (Ж. де Рам). На односвязном многообразии с приводимым представлением римановой голономии параллельные слоения определяют разложение в ортогональное декартово произведение.

## Таблица Берже
В силу теоремы де Рама о разложении, всякая метрика на компактном односвязном многообразии комбинируется из метрик с неприводимым представлением римановой голономии, поэтому интерес для геометров представляют именно они.
Инвариантные метрики на однородных пространствах {\displaystyle G/H} позволяют организовать много разных групп голономии. Описание таких метрик — нетривиальная задача теории алгебр Ли. Однако если нас интересуют вопросы геометрии, несводимые к алгебре, нам важно, что для метрики, не являющейся однородной, имеет место
Альтернатива Саймонса. Группа Ли со своим ортогональным представлением может возникнуть как группа римановой голономии и представление римановой голономии для метрики, не являющейся локально симметрической, если только эта группа транзитивно действует на векторах единичной длины.
Тем самым, группа римановой голономии несимметрической метрики действует транзитивно на сфере. Такие группы полностью классифицированы. Не все из них могут реализовываться как группа голономии несимметрической метрики: так, метрика с голономией {\displaystyle \mathrm {Spin} (9)\subset \mathrm {SO} (16)}, как показал Д. В. Алексеевский, должна иметь ковариантно постоянный тензор кривизны, а метрика с таким свойством локально симметрическая по теореме Картана — Амброза — Хикса. Группа {\displaystyle T\cdot \mathrm {Sp} (n)\subset \mathrm {SO} (4n)} вовсе не может возникнуть как группа голономии. Оставшиеся группы суммируются в таблицу, впервые описанную М. Берже:
| {\displaystyle \mathrm {Hol} }                   | {\displaystyle \dim } | геометрия                                     | примечания                                                        |
| ------------------------------------------------ | --------------------- | --------------------------------------------- | ----------------------------------------------------------------- |
| {\displaystyle \mathrm {SO} (n)}                 | {\displaystyle n}     | общее риманово многообразие                   |                                                                   |
| {\displaystyle \mathrm {U} (n)}                  | {\displaystyle 2n}    | кэлерово многообразие                         | риманово, симплектическое, комплексное                            |
| {\displaystyle \mathrm {SU} (n)}                 | {\displaystyle 2n}    | многообразие Калаби — Яу                      | риччи-плоское, кэлерово                                           |
| {\displaystyle \mathrm {Sp} (1)\mathrm {Sp} (n)} | {\displaystyle 4n}    | кватернионно-кэлерово многообразие            | эйнштейново, однако не кэлерово                                   |
| {\displaystyle \mathrm {Sp} (n)}                 | {\displaystyle 4n}    | гиперкэлерово многообразие                    | риччи-плоское, кэлерово (для трёх различных комплексных структур) |
| {\displaystyle \mathrm {G} _{2}}                 | 7                     | {\displaystyle \mathrm {G} _{2}}-многообразие | риччи-плоское                                                     |
| {\displaystyle \mathrm {Spin} (7)}               | 8                     | Spin(7)-многообразие                          | риччи-плоское                                                     |

Сведения, перечисленные в последнем столбце, также следуют из принципа голономии и зануления инвариантов некоторых тензорных степеней соответствующих представлений голономии. Исключить из этой таблицы кватернионно-кэлеровы многообразия в том же духе, в каком исключил {\displaystyle \mathrm {Spin} (9)}-многообразия (бывшие в ранней версии таблицы Берже) Алексеевский, не удаётся; однако гипотетически они все являются локально симметрическими. Для всех остальных случаев имеются примеры не локально симметрических метрик.

## Связь голономии связностей с системами с неголономными связями

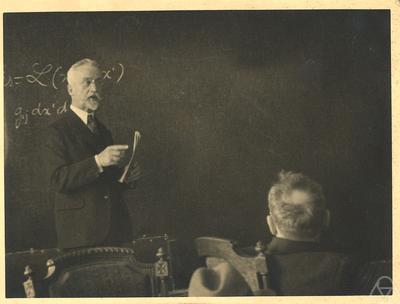
Эли Картан в Гамбурге

В геометрии слово «голономия» впервые использовал Эли Картан в 1926 году, когда классифицировал симметрические пространства. Однако само слово это слово гораздо старше, и в исходном своём значении дожило до наших дней в термине «неголономная механика». Его ввёл Пуансо для описания механических систем, в которых уравнения на производные величин могут быть сведены к уравнениям на сами величины — или, сводя механику к геометрии, распределений касательных плоскостей на фазовом пространстве, для которых могут быть изысканы поверхности уровня функций, имеющих ту же размерность. Сейчас такие распределения называют интегрируемыми (оба корня integer и ὅλος означают «целый»). Соответственно, неголономные системы суть те, в которых, двигаясь вдоль допустимых векторных полей, можно в итоге сместиться в направлении, не удовлетворяющем уравнению на мгновенные изменения величин. Связности, имеющие ненулевую кривизну (и следовательно голономию), определяют именно такое распределение на тотальном пространстве расслоений, в которых они заданы: замкнутый путь {\displaystyle \gamma } на многообразии поднимается до горизонтального пути в тотальном пространстве, начинающемся в точке {\displaystyle v\in E_{x}}, а заканчивающимся в точке {\displaystyle p_{\gamma }(v)\in E_{x}}. Это и есть то самое смещение в трансверсальном направлении, когда группа голономии нетривиальна; если же она тривиальна (то есть система голономна), то подъём всевозможных путей определяет по интегральному подмногообразию в тотальном пространстве для каждого начального значения; эти подмногообразия (точнее, функции, поверхностями уровня которых они являются) и соответствуют в механике законам сохранения для голономных систем.
Занятно, что подобно тому, как исторически термин «монодромия» отсылал к ситуации, в которой то, что мы теперь называем группой монодромии, занулялось (и этимологически более корректно было бы использовать слово аллодромия), термин «голономия» изначально обозначал ситуацию, при которой голономия тривиальна. Это, впрочем, общая несправедливость в математике: так, эйлерова характеристика для Эйлера всегда равнялась двойке, и ничего не характеризовала; как топологический инвариант она должна была бы по справедливости называться характеристикой Люилье.